# T-erdő
Das Fauna-Flora-Habitat-Gebiet T-erdő (deutsch: „T-Wald“) liegt auf dem Gebiet der Gemeinde Derekegyház in Ungarn. Das 136,6 Hektar große Schutzgebiet liegt westlich des Ortsteils Tompahát und umfasst einen kleinen Eichen-Mischwaldrest in der ansonsten intensiv landwirtschaftlich genutzten ungarischen Tiefebene. Durch die umgebende landwirtschaftliche Nutzung und das in quadratischem Raster angelegte Wegenetz ist der Umriss des Gebiets nahezu rechtwinklig und hat die Form eines großen T.
T-erdő wurde 2004 gemeldet und 2010 als Spezielles Erhaltungsgebiet (SAC) ausgewiesen.

## Schutzzweck
Folgende Lebensraumtypen nach Anhang I der FFH-Richtlinie kommen im Gebiet vor (Prioritäre Lebensraumtypen sind mit * gekennzeichnet):
| EU Code | * | Lebensraumtyp (offizielle Bezeichnung)                                                                                           | Fläche [ha] |
| ------- | - | --- | ----------- |
| 91F0    | * | Hartholzauewälder mit Quercus robur, Ulmus laevis, Ulmus minor, Fraxinus excelsior oder Fraxinus angustifolia (Ulmenion minoris) | 86          |

### Arteninventar
Folgende Arten von gemeinschaftlichem Interesse sind für das Gebiet gemeldet (Prioritäre Arten sind mit * gekennzeichnet):
| EU Code | * | Art             | wissenschaftlicher Name | Artengruppe |
| ------- | - | --------------- | ----------------------- | ----------- |
| 1088    |   | Heldbock        | Cerambyx cerdo          | Käfer       |
| 1083    |   | Hirschkäfer     | Lucanus cervus          | Käfer       |
| 1307    |   | Kleines Mausohr | Myotis blythii          | Säugetiere  |
| 1318    |   | Teichfledermaus | Myotis dasycneme        | Säugetiere  |